# Miguel de Frias e Vasconcelos
Miguel de Frias e Vasconcelos (Rio de Janeiro, 15 de outubro de 1805 - 25 de maio de 1859) foi um militar, engenheiro e político brasileiro, mais conhecido por haver recebido de D. Pedro I sua abdicação, em 1831. Como presidente da Câmara, foi então intendente do antigo Município Neutro (1853-1856).

## Biografia
Filho do militar Joaquim de Frias Vasconcelos, tenente-coronel, seguiu a carreira paterna assentando praça no 1º Regimento de Cavalaria aos 15 anos de idade. Oficial de artilharia daí a três anos, ele procurou logo ilustrar o seu espírito e seguir o curso da Escola Militar. Merecendo distinção pelos seus progressos e atividades, adiantou-se seguidamente nos postos até o de major graduado.
Na sua carreira militar Miguel de Frias foi um dos mais valentes pacificadores da Revolta dos Mercenários, em 1828; serviu com grande distinção no Rio Grande do Sul de 1842 a 1844, e na campanha do Estado Oriental, sob as ordens do general marquês de Caxias, que o requisitou para chefe do estado-maior.
Na noite do dia 6 de abril de 1831, sendo então o comandante da Fortaleza de São José da Ilha das Cobras, fora ao Paço comunicar ao imperador o estado de agitação em que se encontravam o povo e as tropas, solidárias àquele. As agitações liberais reagiam à nomeação de um ministério absolutista pelo monarca que, ante a reação adversa, delibera formar um novo corpo de Ministros tendo à frente o liberal Nicolau Pereira de Campos Vergueiro que, contudo, não é encontrado. Às duas horas da madrugada do dia seguinte o Imperador renuncia, em favor de seu filho impúbere, entregando a Carta de Abdicação ao então Major Frias e Vasconcelos, dizendo-lhe então, com os olhos marejados: "Aqui está a minha abdicação; desejo que sejam felizes! Retiro-me para a Europa e deixo um país que amei e que ainda amo."

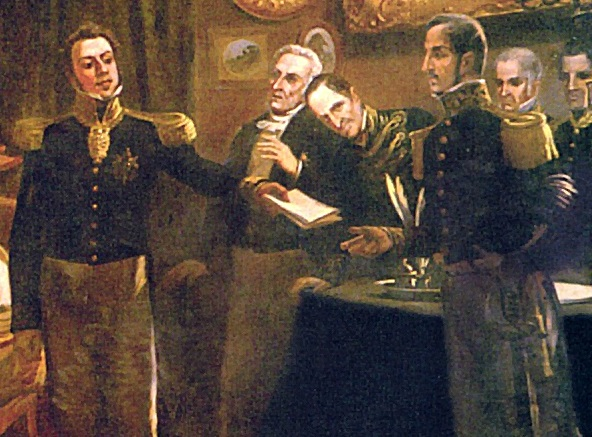
Frias recebe a Abdicação de D. Pedro I.

A 3 de abril de 1832 promoveu a sedição da Fortaleza de São José da Ilha das Cobras, sublevando sua guarnição e detentos, prendendo seu comandante; junto à Fortaleza de São Francisco Xavier da Ilha de Villegagnon,  investiu contra a Fortaleza de Santa Cruz da Barra, onde obteve uma peça de artilharia com a qual desembarcou na Praia de Botafogo e, junto a populares, e tomou destino ao centro da cidade, com o intento de derrubar a regência e restaurar D. Pedro I. Foram, contudo, atacados por uma força do Corpo de Guardas Municipais Permanentes (atual Polícia Militar do Estado do Rio de Janeiro), sob o comando do Major Luís Alves de Lima e Silva,  o futuro Duque de Caxias. Esta força dispersou o movimento, tendo o Major Miguel de Frias logrado fugir. Há citação que alega ter Miguel de Frias sido capturado e enviado para os calabouços da Ilha de Villegagnon.
Foi membro de várias comissões, tais como diretor do Arsenal de Guerra, presidente da comissão de melhoramentos do material do exército e diretor das obras públicas da Corte, quer civis, quer militares.
Na Capital do Império foi o responsável pelo encanamento das águas do Maracanã, responsável por grandes inundações em anos anteriores.
Entre 1853 e 1856 foi o Presidente da Câmara Municipal do Rio de Janeiro, cargo equivalente ao atual Prefeito. Foi eleito com 4.451 votos e, tendo sido anulado o pleito, tornou a ser o mais votado.